# 伊斯梅尔·奥马尔·盖莱
伊斯梅尔·奥马尔·盖莱（1947年11月27日—），現任吉布地總統，隸屬於執政聯盟總統多數聯盟。

## 生平
盖莱出生于埃塞俄比亚，为吉布地首任总统哈桑·古莱德·阿普蒂敦的外甥兼亲信。
1977年吉布提独立后出任总统办公厅主任，次年兼任国家安全局局长。1997年，被选为执政党争取进步人民联盟第三副主席。
1999年当选吉布提总统。2005年连任，当时在等額競選下，他獲得了幾乎百分之百的選票支持。
在2011年，2016年和2021年的总统选举中继续连任。

## 荣誉

### 外国勋章奖章
- 莲花赐勋章（印度，2019年1月公布[1]）